# Moral de Castro
Moral de Castro es una localidad perteneciente al municipio de Garcirrey, en la provincia de Salamanca, comunidad autónoma de Castilla y León, España. En 2018 contaba con 5 habitantes.